# VRT 1
Pour les articles homonymes, voir VRT 1.
VRT 1 est une chaîne de télévision généraliste publique de la Communauté flamande de Belgique appartenant au groupe audiovisuel public Vlaamse Radio- en Televisieomroeporganisatie (VRT). Elle est l'équivalent néerlandophone de la chaîne francophone La Une de la RTBF.

## Histoire de la chaîne

### Le NIR
La télévision expérimentale voit le jour en Belgique le 2 juin 1953 avec la diffusion en direct du couronnement de la reine Élisabeth II d'Angleterre. Le 31 octobre 1953, la toute nouvelle chaîne de télévision expérimentale du Nationaal Instituut voor de Radio-Omroep belge (NIR), dont la mire indique NIR-Belgische Televisie-Vlaamse uitzendingen ((nl) INR-Télévision belge-émissions en flamand), ouvre son antenne par un jeu télévisé avec Gaston Vandermeulen, Robert Marcel et Paula Semer. Le premier bulletin météorologique est présenté par Armand Pien et les premières speakerines font leur apparition avec Paula Semer, Terry Van Ginderen et Nora Steyaert.
Dans les premiers temps, le NIR n'émet que quelques heures par jour deux à trois soirées par semaine. Les émissions sont toutes réalisées dans le petit studio 6 de la Maison de la radio de la place Flagey à Bruxelles, d'où sont diffusés en direct les nouvelles, la couverture des sports, le jeu de télévisé, la météo et tous les autres programmes.
L'exposition universelle de 1958 à Bruxelles donne au NIR l'occasion de renforcer son nouveau pôle télévisuel et de supplanter la radio. Chaque jour, des reportages, interviews, débats et animations font le compte-rendu des activités de l'Expo 58.
En 1953, on ne recensait que 6 500 récepteurs de télévision en Belgique. Les émetteurs du NIR sont alors situés au Palais de justice de Bruxelles avec une portée limitée à un rayon de 40 kilomètres. En 1956, on recense plus de 100 000 téléviseurs, et en 1960, on passe la barre des 700 000.

### La BRT
En 1960, la loi Harmel remplace le Nationaal Instituut voor Radio Omroep par la Belgische Radio en Televisieomroep (BRT). Ce nouvel établissement comprend un institut d'émissions en néerlandais (Belgische Radio en Televisie, Nederlandstalige uitzendingen ou BRT), un institut d'émissions en français (Radiodiffusion-Télévision belge, émissions françaises ou RTB) et un institut des services communs. Les deux instituts d'émissions sont indépendants l'un de l'autre et disposent d'une autonomie culturelle totale, d'une indépendance organique vis-à-vis du gouvernement et de la garantie de la liberté d'information. La BRT/RTB est dirigée par un directeur des programmes nommé par le Roi.
En 1977, une deuxième chaîne de télévision de langue néerlandaise est créée, BRT-TV2, et la première chaîne devient BRT-TV1.
En 1991, la BRT devient Belgische Radio- en Televisieomroep Nederlandstalige Uitzendingen (BRTN) et BRT-TV1 est rebaptisée BRTN-TV1, puis VRT-TV1 lorsque le groupe public affirme son caractère flamand aux dépens de son identité belge.
Suivant l'exemple de la RTBF avec La Une en communauté française, TV1 devient Één le 21 janvier 2005.

## Identité visuelle

### Logos

Logo de NIR-Belgische Televisie-Vlaamse uitzendingen du 31 octobre 1953 à 1967.
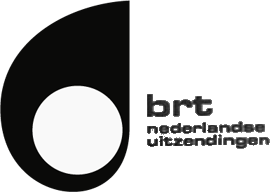
Logo « oreille » de la BRT (émissions néerlandaises) de 1967 à 1977.
Logo « oreille » de BRT TV1 de 1977 à 1982.
Logo de BRT-TV1 de 1982 à 1988.
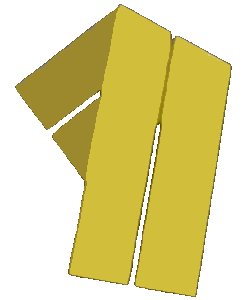
Logo de BRT-TV1 de 1988 à 1990.
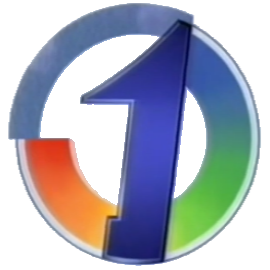
Logo de BRTN-TV1 de 1990 à 1995.
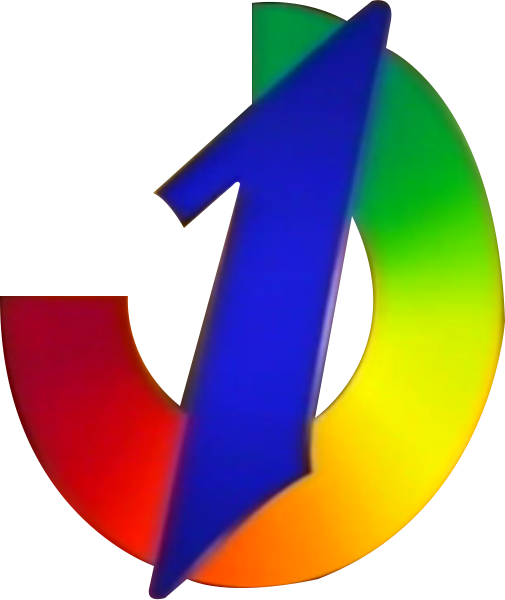
Logo de BRTN-TV1 de 1995 au 1er septembre 1997.
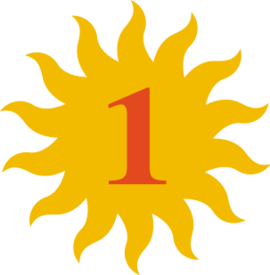
Logo de VRT-TV1 du 1er septembre 1997 au 20 janvier 2005.
Logo de Één du 21 janvier 2005 au 2 février 2009.
Logo de Één du 2 février 2009 au 31 août 2015.
Logo de Één du 31 août 2015 au 1er septembre 2019.
Logo de VRT 1 du 2 septembre 2019 au 30 avril 2023.
Logo depuis le 1er mai 2023.

### Slogans
- De 1998 à 2005 : « TV1 laat je niet koud » (« TV1 ne te laisse pas froid »)
- De 2005 à 2015 : « Ieder zijn één » (« À chacun son un »)
- De 2015 à 2023 : « Bij Eén zit je goed » (« L'un est bon pour toi »)
- depuis 2023 : « Eén: zo zijn er geen twee » ( « L'un: donc il y'en aura pas deux »)

## Organisation

### Dirigeants
Directeur des programmes
- Wim Vanseveren (1998-2003)
- Bettina Geysen (2003-2006)
- Mieke Berendsen (2006-2007)
- Jean Philip De Tender (2007-2014)
- Olivier Goris (depuis 2014)

### Capital
Le capital de Één est détenu à 100 % par le groupe audiovisuel public VRT.

## Audiences
Source : Centre d'Information sur les Médias.

### Audience globale
| 2011   | 2012   | 2013   |
| ------ | ------ | ------ |
| 33,4 % | 31,6 % | 30,5 % |

Avec une audience moyenne de 30,5 % de part de marché en 2013, Één est la chaîne de télévision flamande la plus regardée, devant VTM et Canvas.

### Top 20 des programmes les plus regardés
|    | Programme                                              | Date       | Nombre de téléspectateurs | Part de marché |
| -- | ------------------------------------------------------ | ---------- | ------------------------- | -------------- |
| 1  | Schalkse ruiters                                       | 02/03/1997 | 2 278 700                 | 69,3 %         |
| 2  | De allerslimste mens ter wereld                        | 27/01/2011 | 2 140 900                 | 75,5 %         |
| 3  | De slimste mens ter wereld                             | 05/02/2009 | 2 126 500                 | 79,6 %         |
| 4  | De ronde                                               | 13/02/2011 | 2 125 200                 | 69,9 %         |
| 5  | De pappenheimers                                       | 05/02/2012 | 2 055 600                 | 66,6 %         |
| 6  | Witse                                                  | 16/01/2011 | 2 024 300                 | 67 %           |
| 7  | Van vlees en bloed                                     | 05/02/2009 | 1 994 300                 | 69,8 %         |
| 8  | Football : Championnat d'Europe : Belgique/Italie      | 14/06/2000 | 1 985 200                 | 74 %           |
| 9  | FC de kampioenen                                       | 18/01/1997 | 1 959 000                 | 68,7 %         |
| 10 | Football : Championnat d'Europe : Turquie/Belgique     | 19/06/2000 | 1 947 800                 | 77,6 %         |
| 11 | De mol                                                 | 12/03/2000 | 1 942 700                 | 64 %           |
| 12 | Heterdaad                                              | 02/03/1997 | 1 925 500                 | 64,4 %         |
| 13 | Eurosong                                               | 15/02/2004 | 1 914 700                 | 65,3 %         |
| 14 | Football : Championnat d'Europe : Belgique/Suède       | 10/06/2000 | 1 856 400                 | 75,5 %         |
| 15 | Football : Championnat d'Europe : Analyse de la finale | 02/07/2000 | 1 853 100                 | 71,2 %         |
| 16 | Tsunami 12-12*                                         | 14/01/2005 | 1 846 900                 | 66,5 %         |
| 17 | Eigen kweek                                            | 10/12/2013 | 1 842 100                 | 56 %           |
| 18 | Concours Eurovision de la chanson                      | 15/05/2004 | 1 838 100                 | 72,5 %         |
| 19 | De XII werken van Vanoudenhoven                        | 12/12/1999 | 1 837 200                 | 61,6 %         |
| 20 | Salamander                                             | 24/02/2013 | 1 834 900                 | 57,6 %         |

Audiences depuis 1997. Tous les téléspectateurs de 4 ans et plus, plus d'éventuels invités. Durée des programmes supérieure à 15 minutes.
* Émission diffusée simultanément sur Één et VTM.

### Top 10 des programmes les plus regardés par année

#### 2013
|    | Programme                                          | Date       | Nombre de téléspectateurs | Part de marché |
| -- | -------------------------------------------------- | ---------- | ------------------------- | -------------- |
| 1  | Eigen kweek                                        | 10/12/2013 | 1 842 069                 | 56 %           |
| 2  | Salamander                                         | 24/02/2013 | 1 834 879                 | 57,6 %         |
| 3  | Geert Hoste XX                                     | 01/01/2013 | 1 702 190                 | 56,8 %         |
| 4  | Football : Qualification : Belgique/Pays de Galles | 15/10/2013 | 1 606 014                 | 54,8 %         |
| 5  | De ridder                                          | 13/10/2013 | 1 558 019                 | 50,4 %         |
| 6  | Twee tot de zesde macht                            | 27/01/2013 | 1 550 342                 | 52,5 %         |
| 7  | Championnat du monde de cyclocross - Louisville    | 02/02/2013 | 1 529 286                 | 56,1 %         |
| 8  | Het journaal van 7 uur                             | 13/03/2013 | 1 449 037                 | 54,4 %         |
| 9  | Albert II                                          | 08/09/2013 | 1 440 033                 | 51,1 %         |
| 10 | Thuis                                              | 20/05/2013 | 1 431 356                 | 49,4 %         |

Tous les téléspectateurs de 4 ans et plus, plus d'éventuels invités. Durée des programmes supérieure à 15 minutes.

#### 2012
|    | Programme                              | Date       | Nombre de téléspectateurs | Part de marché |
| -- | -------------------------------------- | ---------- | ------------------------- | -------------- |
| 1  | De pappenheimers                       | 05/02/2012 | 2 055 629                 | 66,6 %         |
| 2  | Witse                                  | 12/02/2012 | 2 004 666                 | 64,5 %         |
| 3  | Tomtesterom                            | 19/02/2012 | 1 740 998                 | 57,9 %         |
| 4  | Geert hoste kookt                      | 01/01/2012 | 1 585 878                 | 34,2 %         |
| 5  | Salamander                             | 30/12/2012 | 1 538 554                 | 48,4 %         |
| 6  | Quiz me quick                          | 09/12/2012 | 1 535 627                 | 47,9 %         |
| 7  | Twee tot de zesde macht                | 21/10/2012 | 1 463 415                 | 49,3 %         |
| 8  | God en Klein Pierke - Piet Huysentruyt | 02/01/2012 | 1 419 337                 | 43,4 %         |
| 9  | Thuis                                  | 28/12/2012 | 1 404 099                 | 49,9 %         |
| 10 | Het journaal van 7 uur                 | 14/03/2012 | 1 392 255                 | 55,7 %         |

Tous les téléspectateurs de 4 ans et plus, plus d'éventuels invités. Durée des programmes supérieure à 15 minutes.

#### 2011
|    | Programme                       | Date       | Nombre de téléspectateurs | Part de marché |
| -- | ------------------------------- | ---------- | ------------------------- | -------------- |
| 1  | De allerslimste mens ter wereld | 27/01/2011 | 2 140 869                 | 75,5 %         |
| 2  | De ronde                        | 13/02/2011 | 2 125 198                 | 69,9 %         |
| 3  | Witse                           | 16/01/2011 | 2 024 341                 | 67 %           |
| 4  | De pappenheimers                | 23/01/2011 | 1 959 027                 | 64,1 %         |
| 5  | FC de kampioenen                | 26/02/2011 | 1 697 876                 | 59,6 %         |
| 6  | Basta                           | 24/01/2011 | 1 561 667                 | 50,7 %         |
| 7  | Geert hoste Vulkaan             | 01/01/2011 | 1 546 147                 | 51,7 %         |
| 8  | De kazakkendraaiers             | 27/02/2011 | 1 476 589                 | 50,5 %         |
| 9  | Het goddelijke monster          | 04/09/2011 | 1 475 432                 | 51,7 %         |
| 10 | Dubbelleven                     | 06/01/2011 | 1 442 855                 | 47,6 %         |

Tous les téléspectateurs de 4 ans et plus, plus d'éventuels invités. Durée des programmes supérieure à 15 minutes.

#### 2010
|    | Programme                       | Date       | Nombre de téléspectateurs | Part de marché |
| -- | ------------------------------- | ---------- | ------------------------- | -------------- |
| 1  | De slimste mens ter wereld      | 28/01/2010 | 1 987 290                 | 78,6 %         |
| 2  | De allerslimste mens ter wereld | 29/12/2010 | 1 954 690                 | 67,6 %         |
| 3  | Witse                           | 05/12/2010 | 1 942 480                 | 66,2 %         |
| 4  | De pappenheimers                | 28/11/2010 | 1 901 470                 | 60,8 %         |
| 5  | FC de kampioenen                | 20/03/2010 | 1 625 170                 | 60,7 %         |
| 6  | Oud België                      | 03/01/2010 | 1 608 580                 | 52,8 %         |
| 7  | Dubbelleven                     | 25/11/2010 | 1 498 830                 | 52,2 %         |
| 8  | De jaren stillekes              | 07/11/2010 | 1 482 590                 | 50,9 %         |
| 9  | Help Haïti*                     | 21/01/2010 | 1 430 200                 | 56 %           |
| 10 | Geert hoste beslist             | 01/01/2010 | 1 420 460                 | 55,7 %         |

Tous les téléspectateurs de 4 ans et plus, plus d'éventuels invités. Durée des programmes supérieure à 15 minutes.
* Émission diffusée simultanément sur Één et VTM.

#### 2009
|    | Programme                  | Date       | Nombre de téléspectateurs | Part de marché |
| -- | -------------------------- | ---------- | ------------------------- | -------------- |
| 1  | De slimste mens ter wereld | 05/02/2009 | 2 126 460                 | 79,59 %        |
| 2  | Van vlees en bloed         | 05/02/2009 | 1 994 260                 | 69,84 %        |
| 3  | De pappenheimers           | 25/01/2009 | 1 806 430                 | 58,94 %        |
| 4  | Witse                      | 27/12/2009 | 1 778 790                 | 65,53 %        |
| 5  | Flikken                    | 22/02/2009 | 1 704 890                 | 60,63 %        |
| 6  | Geert Hoste regeert        | 01/01/2009 | 1 671 110                 | 61,80 %        |
| 7  | De smaak van de Keyser     | 25/01/2009 | 1 640 600                 | 56,63 %        |
| 8  | FC de kampioenen           | 26/12/2009 | 1 521 990                 | 56,44 %        |
| 9  | De jaren stillekes         | 08/11/2009 | 1 402 660                 | 53,13 %        |
| 10 | Sportgala                  | 20/12/2009 | 1 308 750                 | 46,25 %        |

Tous les téléspectateurs de 4 ans et plus, plus d'éventuels invités. Durée des programmes supérieure à 15 minutes.